# Aerobilie
Unter einer Aerobilie – von griech.: aer, aeros (Luft) und lat.: bilis (Galle) – werden mittels Röntgen, Computertomografie oder Sonographie nachweisbare Luftblasen in den Gallenwegen verstanden.
Ursächlich in Frage kommen:
- eine (therapeutische) Papillotomie im Rahmen einer ERCP
- eine biliodigestive Anastomose (eine chirurgische Verbindung von Gallengang und Darm)
- eine biliodigestive Fistel (spontan entstandene Verbindung von Gallengang und Darm)
- bei Steinperforation in den Darmtrakt mit Obstruktion des Duodenum (Bouveret-Syndrom) oder Obstruktion des terminalen Dünndarms und Gallensteinileus im Rahmen von Gallensteinleiden. (Hieraus ergibt sich die klinische Trias: Aerobilie, Dünndarmileus, eventuell Steinschatten bei der Sonographie)[1]
- selten gasbildende Bakterien (wie  Clostridium perfringens) bei einer Cholezystitis emphysematosa oder Cholangitis.
- möglich ist ebenfalls eine post mortem Aerobilie durch Traumaschäden.